# 楚魯特河
49°12′37″N 100°40′14″E / 49.21028°N 100.67056°E
楚鲁特河（直译：「“石河”」）是伊德尔河的最大支流，流经蒙古国中部杭爱山脉山谷，总长415公里，流入伊德尔河河口处宽度80米，最大深度3米。该河在每年十一月到次年四月通常会被冻结。